# Грегъри Нелсън
Грегъри Нелсън (на английски: Gregory Nelson) е холандски професионален футболист, който играе като крило за Ботев (Пловдив).

## Кариера
Роден в Амстердам, Нелсън започна кариерата си в WMS Влисинген, като се присъединява към ФК „Амстердам“ през 2001 година. След като престоява три години в клуба, той се присъедини към АЗ Алкмаар. Нелсън прави дебюта си за АЗ Алкмаар в холандската Ередивизие, на 30 септември 2007 г. срещу „Хераклес Алмело“.
Прекара сезон 2009 – 2010 под наем в РБС Розендал. Договорът за отдаване под наем е с опция за закупуването на играча, възможност, към която РБС Розендал се възползва на 11 юни 2009 година. Напуска отбора през януари 2010 година.
След шест месеца без отбор, той подписва с многократния български шампион ПФК ЦСКА София, през юни 2010 година. От 2012 г. Нелсън играе за отбора на Металург (Донецк).